# Вал Адриана
Вал Адриа́на («Стена Адриана»; англ. Hadrian's Wall, лат. Vallum Hadriani, также известная как «Римская стена», «Стена пиктов»; лат. Vallum Aelium) — бывшее оборонительное укрепление римской провинции Британия длиной 117 км, построенное римлянами при императоре Адриане в 122—128 годах для предотвращения набегов пиктов и бригантов с севера.
Вал пересекает северную Англию от Ирландского (залив Солуэй-Ферт) до Северного (крепость Сигидунум (Segedunum) у реки Тайн) морей у границы с Шотландией. Наиболее выдающийся памятник античности в Великобритании.

## Строительство

Вал был построен из камня и земли в самом узком месте острова (от современного Карлайла до Ньюкасла). Длина — 117 километров, ширина — 3 метра, высота — 4—6 метров. По всей длине вала через определённые промежутки стояли наблюдательные башни, а за ними располагалось 16 фортов, с обеих сторон шли рвы. Восточный участок вала был каменным (облицованная тёсаными каменными блоками стена из бутового камня толщиной 2,4 м и высотой 6 м), западный — земляным (вал толщиной 6 м у основания и высотой около 3,5 м). С северной стороны вала (там, где не было естественных откосов) на расстоянии 6 метров от него был выкопан ров глубиной около 8 метров. Первым делом через неравные интервалы в стратегически важных точках было выстроено 16 крупных фортов. Здесь в валу были сделаны проходы и здесь же размещалась большая часть гарнизона. Между ними через каждые 1300 метров были возведены башни меньшего размера, а через промежутки около 500 метров — вышки с лестницами, служившие убежищем от непогоды и для сигнализации. С южной стороны вдоль вала проходила военная дорога. Вал предназначался исключительно для караульной службы. Это сооружение, потребовавшее большого инженерного искусства и труда, было построено за 6 лет, причём почти все работы выполнили солдаты трёх римских легионов, постоянно размещавшихся в Британии. Найдено много вделанных в стену надписей, из которых видно, что строительство велось по небольшим участкам, распределённым между воинскими частями. Подсчитано, что при устройстве одного только рва потребовалось переместить около 2 млн м³ земли и камня. В строительстве вала принимали участие: Legio VI Victrix Hispanesis Pia Fidelis, ещё не Constans и пока не Britannica (легионеры построили часть сооружения от Ньюкасла до Карлайла и мост через реку Тайн недалеко от Ньюкасла); легион прибыл в Британию в 122 году вместе с Адрианом и занял базу уничтоженного к тому моменту в Эбораке Legio IX Hispana, Legio XX Valeria Victrix (122—125 годы) и Legio II Augusta, тогда ещё не Antonina (122 год).
Наиболее известным из укреплений, располагавшихся вдоль стены, является каструм Верковициум (Vercovicium), сейчас известный как римская крепость Хаузестедс.

## История
После того, как был построен вал Антонина, за валом Адриана плохо следили и он постепенно разрушался. Антонин не смог покорить северные племена, поэтому, когда Марк Аврелий стал императором, он оставил вал Антонина и вновь занял вал Адриана как главный оборонительный барьер в 164 году. В 208 году император Север приказал занять и укрепить вал Антонина. После смерти Севера вал Антонина был вновь оставлен, а граница римских владений пошла по валу Адриана. Пикты несколько раз пробивали в валу проходы, и римляне в конце концов в 385 году оставили попытки его восстановления.
В настоящее время неплохо сохранившиеся развалины фортов ещё можно видеть в Нортумберленде около Хаусстедса, Грейт-Честерса и Виндоланды.

## В культуре

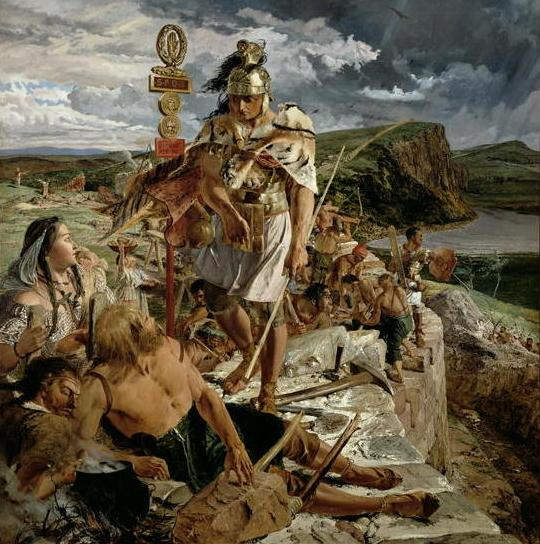
Строительство Адрианова вала, картина Уильяма Белла Скотта

Редьярд Киплинг посвятил Адрианову валу три рассказа из цикла «Пак с холмов» — «Центурион Тридцатого», «На великой стене» и «Крылатые шлемы». Сквозной сюжет рассказывает о центурионе Парнезии, служившем на Адриановом валу под началом генерала Максима. Рассказы оформлены стихотворениями, такими как «Песня пиктов» и «Песня римского центуриона», где косвенно упоминается и Антонинов вал («Северная стена»):
Я буду Риму здесь служить, пошли меня опять 

Болота гатить, лес валить, иль пиктов усмирять, 

Или в дозор водить отряд вдоль Северной Стены, 

В разливы вереска, где спят империи сыны...

Некоторые сцены фильма «Король Артур» происходят у Адрианова вала.
Вал Адриана стал прообразом Стены в цикле фэнтези-романов «Песнь Льда и Пламени» американского писателя Джорджа Мартина.
В фильме «Судный день» (2008 год)‚ чтобы отделить заражённую вирусом Шотландию от Великобритании‚ правительство построило бетонную стену высотой 9‚5 метров по линии Стены Адриана.
В игре «Assassin's Creed Valhalla» за зажигание жаровен на всех башнях вала можно разблокировать достижение "Там кто-то есть?"
Присутствует в книге Розмэри Сатклиф «Орёл Девятого легиона» и в его одноимённой экранизации.